# Diversidad sexual en Guinea-Bisáu
Las personas LGBTI en Guinea-Bisáu se enfrentan a ciertos desafíos legales y sociales no experimentados por otros residentes. La actividad sexual entre personas del mismo sexo es legal en Guinea-Bisáu, pero las parejas del mismo sexo y los hogares dirigidos por parejas del mismo sexo no poseen las mismas protecciones legales de las que disponen las parejas heterosexuales.

## Legalidad de las actividades entre personas del mismo sexo
Tanto los actos sexuales homosexuales masculinos como femeninos son legales desde 1993 en Guinea-Bisáu. Antes de dicho año, estaba en vigencia el antiguo Código Penal de la época colonial, adoptado en 1886, además de la ley del 20 de julio de 1912 que castigaba en su artículo 3 a quienes practicaran «actos contra natura», y el Decreto Ley 39.688 que fue promulgado el 5 de junio de 1954.
En diciembre de 2008, Guinea-Bisáu se convirtió en una de las 66 naciones en firmar la "Declaración sobre orientación sexual e identidad de género de las Naciones Unidas", que apoya la despenalización de la homosexualidad y la identidad transgénero.

## Reconocimiento de relaciones entre personas del mismo sexo
El Informe de Derechos Humanos del Departamento de Estado de los Estados Unidos de 2011 encontró que "la ley (en 2011) sólo reconoce a las parejas heterosexuales casadas el derecho a una vivienda gubernamental más grande."

## Adopción
Según un sitio web del gobierno francés, las personas solteras y casadas son elegibles para adoptar niños. El sitio web no dice si las personas LGBT están descalificadas.

## Condiciones de vida
De los 19 países africanos encuestados por el Pew Research Center en 2010, Guinea-Bisáu fue uno de los más tolerantes con respecto a la conducta homosexual. El nueve por ciento en Guinea-Bisáu dijo que el comportamiento homosexual era moralmente aceptable, y un quince por ciento que no era un problema.
El informe de derechos humanos de 2012 del Departamento de Estado de los Estados Unidos encontró que:

"No hay leyes que criminalicen la orientación sexual. Las leyes contra la discriminación no se aplican a las personas lesbianas, gays, bisexuales y transexuales. No se reportaron incidentes violentos u otros abusos de derechos humanos dirigidos a individuos basados en su orientación sexual o identidad. No hay discriminación oficial basada en la orientación sexual o la identidad de género en el empleo o en el acceso a la educación y la atención sanitaria Sin embargo, de acuerdo con las directrices del gobierno para los subsidios de vivienda de los funcionarios, sólo las parejas casadas heterosexuales tienen derecho a vivienda de tamaño familiar, mientras que las parejas del mismo sexo reciben la asignación de una sola persona. Los tabúes sociales contra la homosexualidad a veces restringen la libertad de expresar la orientación sexual, sin embargo la sociedad es relativamente tolerante con la conducta consensuada entre personas del mismo sexo, según un estudio del Pew Research Center de 2010".

En septiembre de 2018 Mamadu Aliu Djaló, director de la ONG local ENDA Santé, afirmó que hubo algunos casos de violencia dirigidos a personas en función de su orientación sexual o identidad de género y destacó que Guinea-Bisáu carece de protección legal para las personas LGBTI.